# ブロク!
『ブロク!』（スペイン語: Block!）は、チリのテレビアニメである。テレビシオン・ナシオナル・デ・チリで2006年4月22日に初公開された。